# Pareuryte mediterranea
Pareuryte mediterranea is een eenoogkreeftjessoort uit de familie van de Cyclopidae. De wetenschappelijke naam van de soort is voor het eerst geldig gepubliceerd in 1960 door Kiefer.